# Prêmio Memorial J. Robert Oppenheimer

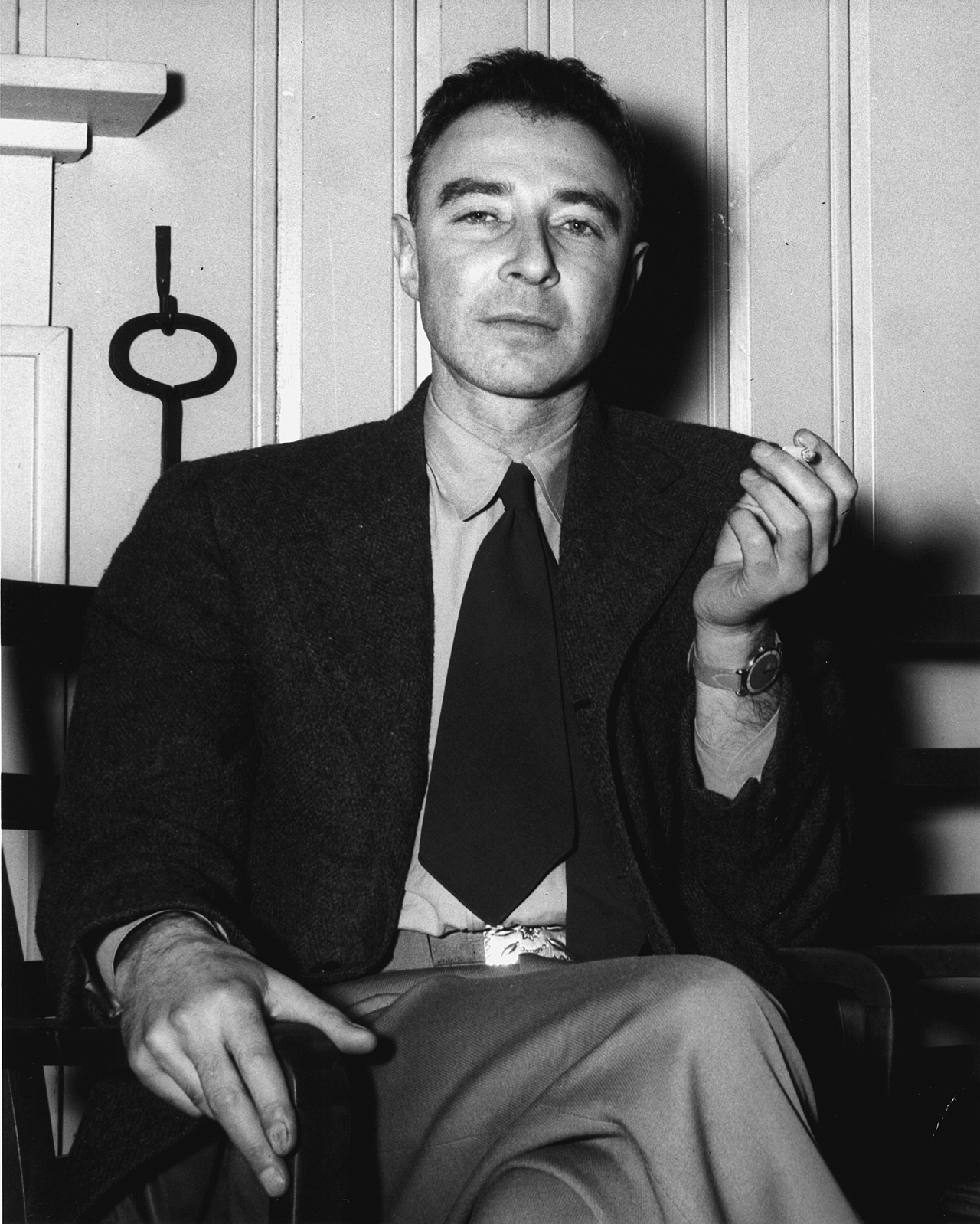
J. Robert Oppenheimer em 1946, no alpendre da Guest Lodge em Oak Ridge, uma das principais localizações do Projeto Manhattan.

O Prêmio Memorial J. Robert Oppenheimer (em inglês:  J. Robert Oppenheimer Memorial Prize and Medal) foi concedido a partir de 1969 pelo Center for Theoretical Studies, University of Miami. Estabelecido em memória do físico estadunidense Robert Oppenheimer, consistia em uma medalha, um certificado e um honorário de US$ 1.000. Foi concedido por "significativas contribuições às ciências naturais teóricas [...] durante a dácada precedente".
O discurso de recepção do prêmio inaugural a Dirac foi publicado em The Development of Quantum Theory (1971).

## Recipientes
- 1969 – Paul Dirac[1][3]
- 1970 – Freeman Dyson[1][4]
- 1971 – Abdus Salam[1][5]
- 1972 – Robert Serber[1][6]
- 1973 – Steven Weinberg[1][7]
- 1974 – Edwin Ernest Salpeter[1][8]
- 1975 – Nicholas Kemmer[1][9]
- 1976 – Yoichiro Nambu[1][10]
- 1977 – Feza Gürsey e Sheldon Lee Glashow[1][11]
- 1978 – Jocelyn Bell Burnell[1]
- 1979 – Abraham Pais[1][12]
- 1980 – Richard Dalitz[1][13]
- 1981 – Frederick Reines [14]
- 1982 – Maurice Goldhaber e Robert Marshak[15]
- 1983 – Victor Weisskopf[16]
- 1984 – John Archibald Wheeler